# Michail Sarafow

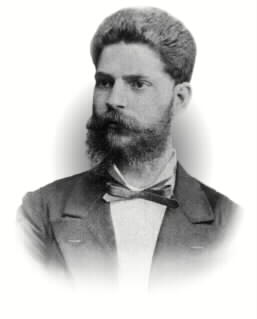
M.K. Sarafow, Datierung unbekannt

Michail Konstantinow Sarafow (bulgarisch Михаил Константинов Сарафов) (* 14. Februarjul. / 26. Februar 1854greg. in Weliko Tarnowo, damals im Osmanischen Reich; † 13. Dezember 1924 in Sofia) war ein bulgarischer Revolutionär, liberaler Politiker und Diplomat. Er war Volksbildungs-, Finanz- und Innenminister seines Landes.

## Leben
Sarafow entstammte einer gut situierten Familie, sein älterer Bruder Georgi wurde Arzt und später der erste Präsident des Bulgarischen Roten Kreuzes, sein jüngerer Bruder Iwan wurde bulgarischer und später russischer General. Nach ersten Schuljahren in seiner Heimatstadt besuchte er bis 1875 das Gymnasium in Agram und nahm später in diesem Jahr an der Arbeit des Zentralen Revolutionskomitees in Bukarest und am Stara-Sagora-Aufstand teil. 1875/76 arbeitete er als Lehrer in seiner Heimatstadt, bevor er nach kurzer Haft zum Studium der Mathematik nach Paris und München ging, welches er 1880 mit Diplom abschloss.
1885 wurde Sarafow leitender Mitarbeiter der Bulgarischen Nationalbank und war mit der Finanzierung und Kontrolle des Eisenbahnbaues beschäftigt. 1893 bis 1896 war er Leiter des bulgarischen Jungen- und Mädchengymnasiums im oschmanischen Thessaloniki. Anschließend war Sarafow Mitbegründer der Versicherungsgesellschaft „Balkan“, deren Geschäftsleitung er von 1897 bis 1900 angehörte. Nach seinem erneuten Ausscheiden als Minister wurde er Mitglied des Verwaltungsrates dieser Versicherung.

## Politische Karriere
Nach seiner Rückkehr vom Studium schloss sich Sarafow der Liberalen Partei an und wurde kurze Zeit später zum Volksbildungsminister im Kabinett Karawelow I berufen und blieb dies auch im nachfolgenden kurzlebigen Kabinett Ernrot. Seine Hauptaufgabe in dieser Zeit war der Ausbau eines modernen Schulsystems mit einheitlichen Lehrplänen im ganzen Land. Nach dem Sturz Ernrots im Juli 1881 wurde Sarafow zum Direktor des neugegründeten Bulgarischen Statistikbüros ernannt, welches er bis 1883 leitete. In seine Amtszeit fällt die erste Volkszählung in Bulgarien. 1884 wurde er im Kabinett Zankow II zum ersten Mal zum Finanzminister ernannt, doch stürzte diese Regierung im Juli des gleichen Jahres nach Parlamentsneuwahlen, bei denen Sarafow zum Abgeordneten der Nationalversammlung gewählt wurde. Nach der Wahl spaltete sich die Liberale Partei in Nationalliberale und Progressiv-Liberale, wobei Sarafow sich der letzteren Gruppe anschloss. Mit der nächsten Wahl 1886 schied er aus dem Parlament wieder aus. In den innenpolitischen Auseinandersetzungen dieser Zeit zwischen „Russophilen“ und „Westlern“ hielt er sich zu den ersteren, woraus mehrere kurzzeitige Verhaftungen resultierten.
Erst zu Beginn des 20. Jahrhunderts kehrte Sarafow noch einmal in die hohe Politik zurück, als er 1901/02 Innenminister der Kabinette Karawelow IV und Danew I war und für einige Wochen ad interim auch noch einmal das Finanzministerium führte. Anschließend wurde er auf diplomatischen Posten eingesetzt, zuerst von 1904 bis 1909 in Wien und danach bis zum Ausbruch des Ersten Balkankrieges 1912 als Bevollmächtigter Minister in Konstantinopel. 1913 gehörte er den bulgarischen Delegationen an, die die Friedensverträge nach dem Ende des Zweiten Balkankrieges abschlossen, ebenso – als einziges Nicht-Regierungsmitglied – 1919 der bulgarischen Friedensdelegation in Neuilly.

## Sonstiges
Seit 1884 war Sarafow Mitglied der Bulgarischen Literarischen Gesellschaft, aus der 1911 die Bulgarische Akademie der Wissenschaften hervorging.
In Sofia ist eine Straße nach ihm benannt.

## Veröffentlichungen
- Дипломатически дневник 1909–1912: България и Турция в навечерието на Балканските войни. (Diplomatisches Tagebuch 1909–1912. Bulgarien und die Türkei am Vorabend der Balkankriege), Hrsg.: Veličkova, Cvetana Ivanova, Sofia: Voenno izdatelstvo, 2009.